# Sociedade Iberista

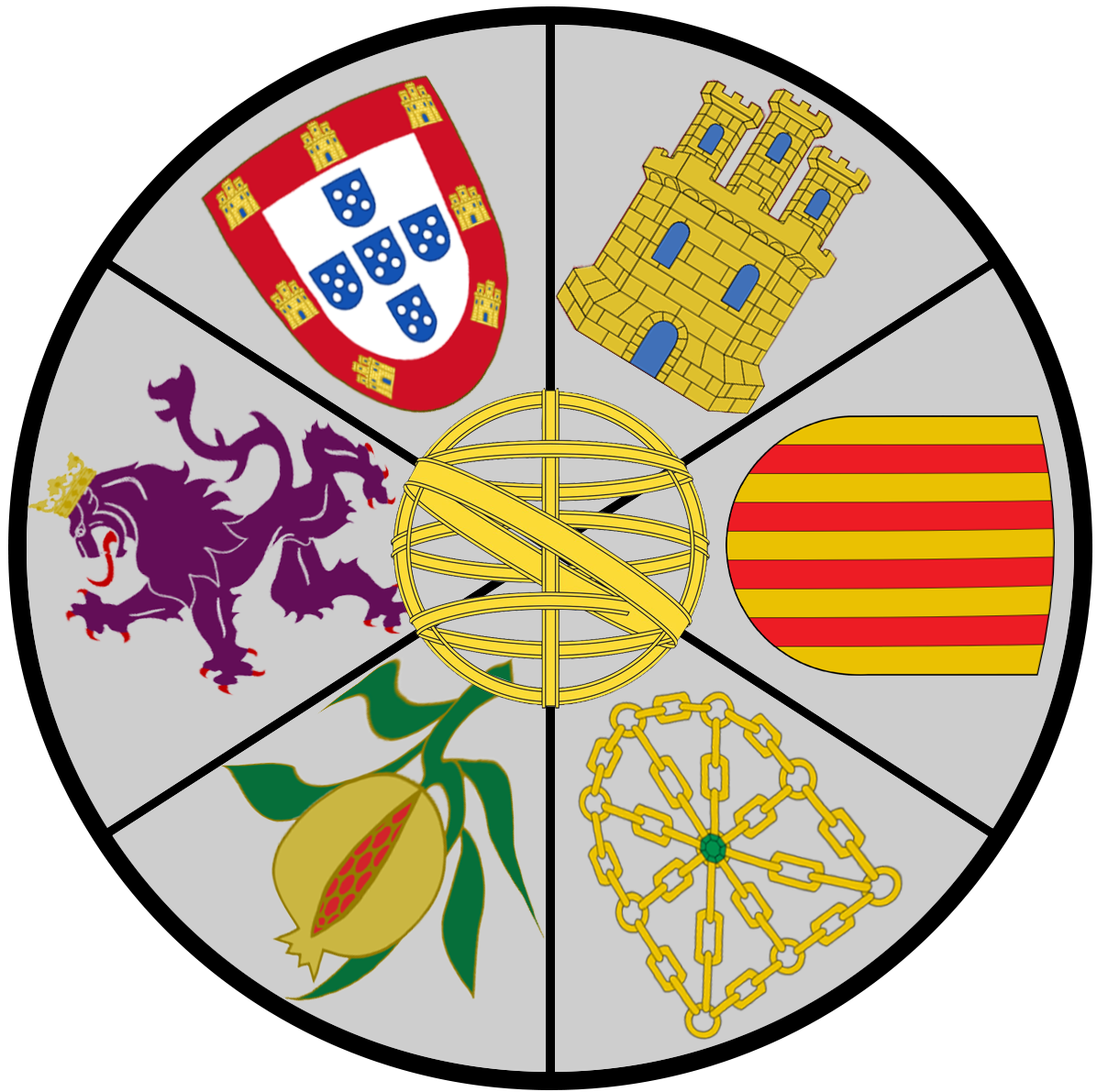
Logo oficial da Sociedade Iberista

A Sociedade Iberista (SI, em espanhol: Sociedad Iberista, em inglês: Iberian Society), é uma organização internacional, registrada como associação sem fins lucrativos presente em vários países, onde realiza diversos eventos e desenvolve programas de cooperação e desenvolvimento sociocultural.
Foi fundada em 2018 em Madrid e tem sede em Canencia de la Sierra (Madrid). Tem oito federações na Península Ibérica e sucursais no México e na Colômbia.
Desde sua fundação, a Sociedade Iberista trabalha na prevenção do despovoamento rural, desenvolvimento sustentável e proteção do meio ambiente e defesa dos Direitos Humanos. Procura mobilizar a opinião pública para pressionar os governos a executar medidas e propostas realizadas pela associação.

## História

### A Fundação
A Sociedade Iberista nasceu em 7 de junho de 2018 por iniciativa de diversas personalidades do setor cultural iberista, em um momento em que o iberismo era um movimento minoritário.
Compreendendo a resignificação do iberismo como um de seus principais objetivos, divide sua atividade em diversas fases, que vem executando desde sua fundação. Dentro dessa atividade consegue que 7 de junho seja reconhecido como dia do Iberismo.
Já em 2019, a mídia portuguesa faz eco da campanha contra a apropriação nacionalista da Primeira Volta ao Globo de Magalhães e Elcano. A Sociedade Iberista considerou uma vergonha a gestão do evento.
Depois disso, reúne-se na Embaixada de Portugal em Espanha com Francisco Ribeiro de Menezes e o seu substituto à frente da Embaixada João Mira Gomes, com os quais se mantém uma política activa de colaboração, especialmente no que diz respeito à introdução do idioma português na Espanha, como língua de ensino e a conformação de um Eixo Ibérico como aliança estratégica entre Portugal e Espanha.
Em 10 de dezembro de 2018, é reconhecida pela Fundação Internacional dos Direitos Humanos pela atividade realizada em defesa dos mesmos.

### Actividade durante a pandemia Covid-19
A falta de atividades durante a declaração da pandemia de Covid-19 e após declarações de Rui Moreira, na qual falava da necessidade de constituir um IBEROLUX, a Sociedade Iberista teve um crescimento exponencial, na sequência da crítica por diversos meios do encerramento das fronteiras entre Espanha e Portugal como medida preventiva contra o elevado índice de contágios e mortes da pandemia.
No âmbito desta actividade, os governos de Portugal e de Espanha foram instados a renovar o Tratado de Amizade e Cooperação entre Portugal e Espanha de 1977.
Após a assinatura de um novo tratado na Cimeira Ibérica de Trujillo, em 2021, criticou-se a vacuidade da mesma e a falta de acordo de fundo.
Foi também proposta a criação de uma Agência Ibérica de Cooperação de Emergências para fazer frente de forma conjunta às ameaças e riscos
Durante 2019 e até princípios de 2022, realizou-se uma seção sobre Portugal na Radiotelevisão do Principado de Astúrias, onde através de um "lusotest" punha-se à prova os apresentadores do programa sobre conhecimentos do Portugal.

## Atualidade
Após o acordo alcançado por Portugal e Espanha para limitar o preço da luz, a Sociedade Iberista afirmou que a geopolítica está sendo conduzida à formação de grandes blocos culturais, sendo necessária a assunção de todo o tipo de acordos e a criação de sinergías para que os países da Comunidade Ibérica encontrem laços em comum e executem agendas sociais e económicas de forma conjunta, para além das que se realizam nas Conferência ibero-americanas de Chefes de Estado e de Governo, as quais não estão abertas à participação dos cidadãos.
Atualmente é a associação maioritária do movimento iberista.